# Самобор
Самобор (хорв.  Samobor) — город в Хорватии, в Загребской жупании. Население — 15 147 чел. (2001).

## Общие сведения

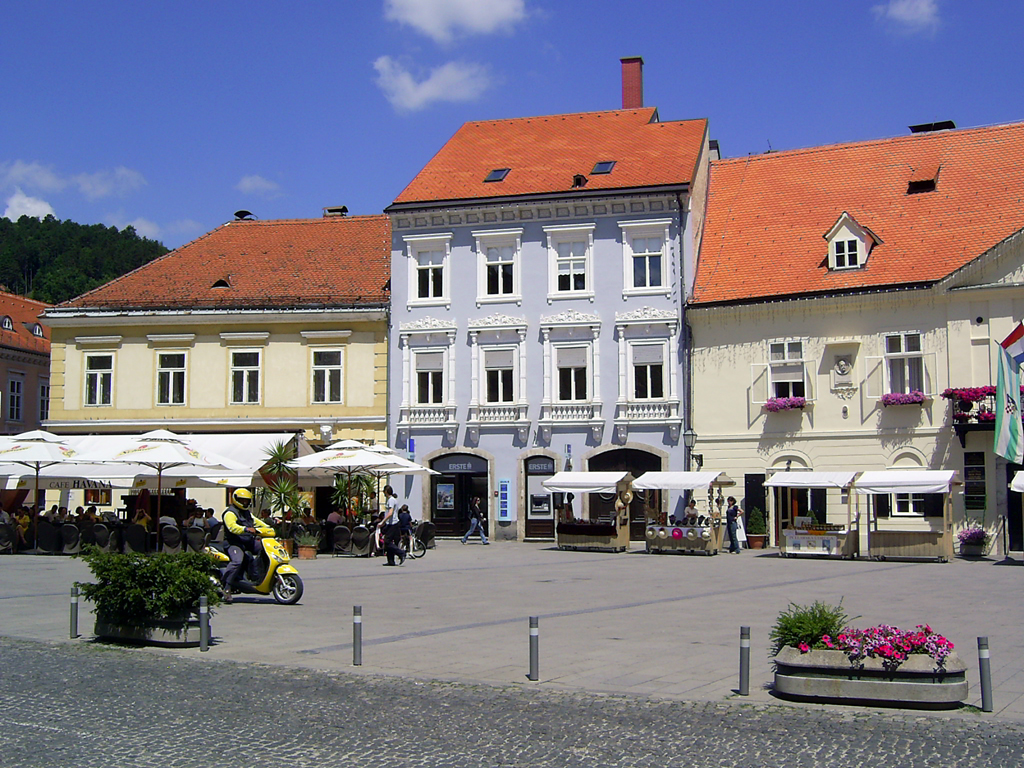
Площадь в центре Самобора

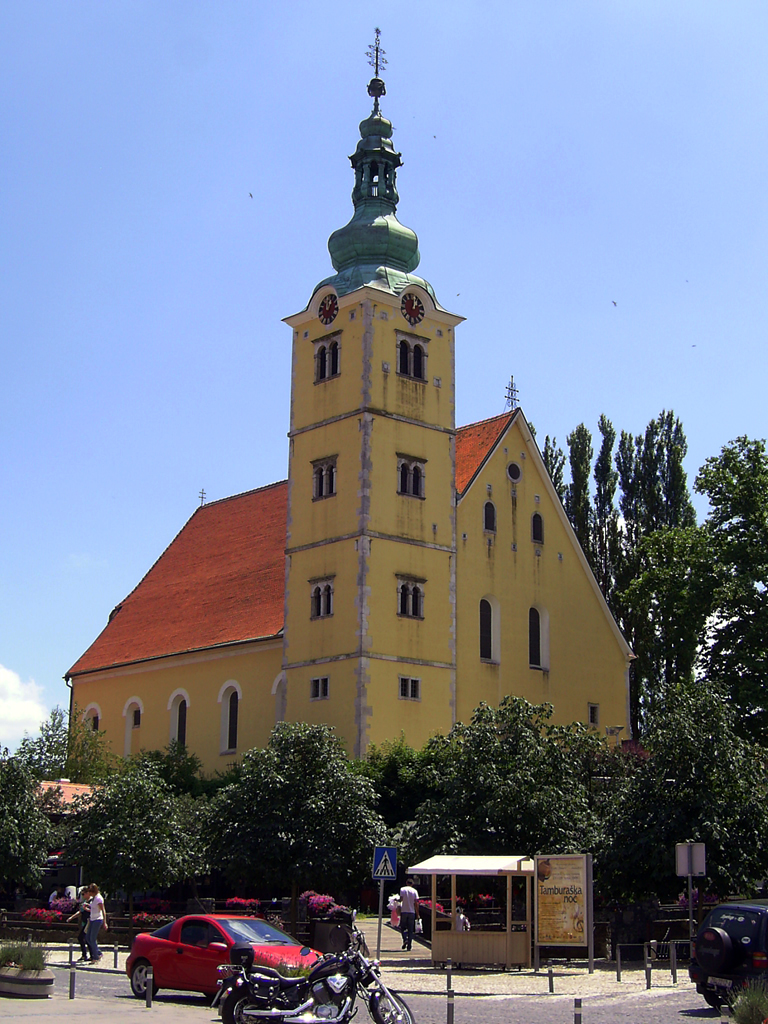
Церковь Святой Анастасии

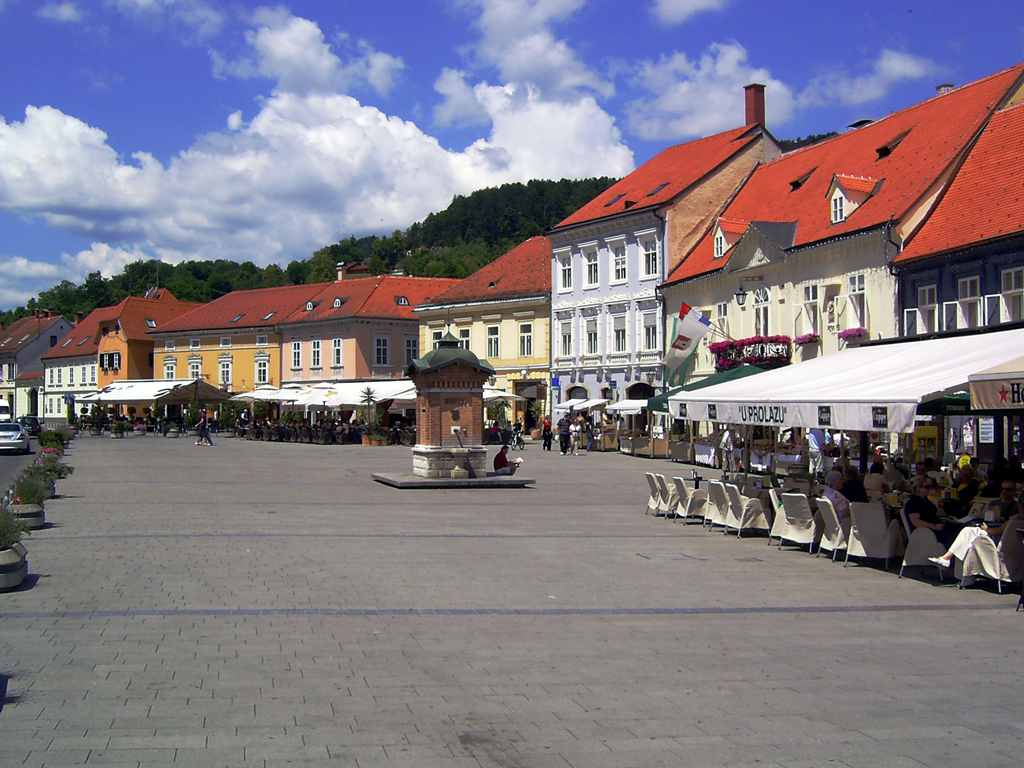
Самобор. Главная площадь

Самобор находится в 23 километрах к западу от столицы страны Загреба и в 5 километрах к востоку от границы со Словенией. Связан со столицей страны автомобильным шоссе. Город расположен в долине Савы (сама река протекает 5 километрами севернее) у подножия отрогов горного хребта Жумберак. Город — один из главных центров стекольной промышленности Хорватии, с древности славился производством изделий из хрусталя.
Права города были дарованы Самобору в 1242 году.
Среди достопримечательностей города — церковь св. Михаила в Старом городе (XVI—XVII в.), францисканский монастырь, руины средневекового замка (XIII в.), несколько средневековых барочных зданий. Окрестности города живописны и используются для отдыха и занятий спортом.
Поскольку он находится на небольшом расстоянии от Загреба (10 км), город Самобор переполнен местными туристами в течение выходных.
Широко известен Самоборский карнавал, носящий название "Фашник". Самобор также известен любителям сладкого своими кремшнитами — пирожными из пенного крема. Самоборские кремшниты от других пирожных отличаются тем, что их едят теплыми. Во время празднования Дней кремшнитов (в начале мая) это пирожное подаётся во всех известных самоборских кафе, которые по обычаю открывают все двери.